# Холт, Герберт
Ге́рберт Холт (англ. Herbert Holt, 1 июня 1901 — 22 февраля 2002 года) — английский профессиональный игрок в снукер и английский бильярд.

## Карьера
Холт впервые сыграл на чемпионате мира по снукеру в 1938 году — тогда он проиграл во втором квалификационном раунде Фреду Дэвису. Всего же он 8 раз выступал на этом турнире, а лучшими его достижениями стали четвертьфиналы в 1940 и 1946 годах.
Умер 22 февраля 2002 года в возрасте 92 лет.